# آنگوس سید
آنگوس سید (انگلیسی: Angus Seed; ۶ فوریهٔ ۱۸۹۳ – ۷ فوریهٔ ۱۹۵۳) بازیکن فوتبال اهل بریتانیا بود.
از باشگاه‌هایی که در آن بازی کرده‌است می‌توان به باشگاه فوتبال وورکینگتون ای. اف. سی، باشگاه فوتبال ردینگ، باشگاه فوتبال ساوت شیلدز، باشگاه فوتبال اورتون، و باشگاه فوتبال لستر سیتی اشاره کرد.